# Elma Zeidlere
Elma Zeidlere (ur. 2000) – łotewska zapaśniczka walcząca w stylu wolnym. Zajęła ósme miejsce na mistrzostwach świata w 2024. 
Siódma na mistrzostwach Europy w 2024. Brązowa medalistka MŚ wojskowych w 2025. Trzecia na MŚ U-23 w 2021, a także na ME U-23 w 2023 roku.